# 真珠可汗
真珠可汗（？—645年），名夷男（乙失夷男），姓壹利咄氏，7世纪薛延陀可汗。605年，他祖父乙失钵逐突厥泥厥处罗可汗。直到618年才被射匮可汗征服。
628年，西突厥统叶护可汗被杀，汗国大乱。乙失夷男率7万户越阿尔泰山归依东突厥汗国。第二年，突利可汗叛离颉利可汗，投靠唐朝。敕勒的拔野古、回纥、同罗相继叛突厥作乱，夷男联合回纥等部攻东突厥，获胜，诸部推夷男为可汗，牙帐设在郁督军山，八月，遣使朝贡唐朝。在630年被唐太宗派游击将军乔师望持节册封，拜其为真珠毗伽可汗，薛延陀立国。后来一些室韦、靺鞨依附，其地东至靺鞨，西至西突厥，南接大漠，北至俱论水（俱论泊，今内蒙古呼伦湖），统有回纥、拔野古、阿跌、同罗、仆骨诸部，拥兵二十万。以庶长子曳莽为突利失可汗，嫡子拔灼为四叶护可汗，分领东、西二部分。630年，派弟弟统特勤朝唐，获厚赐。其二子大度设、突利失在633年被唐太宗封为小可汗。639年，薛延陀拒绝唐朝支持的李思摩的突厥复国。他攻打阿史那思摩，为唐朝所阻，约以大漠为界，北属薛延陀，南属突厥。 次年，遣使请婚，为太宗所拒。641年，十一月，乘太宗东巡之机，发兵二十万击阿史那思摩，唐朝派李世勣北伐薛延陀，大胜。次年四月，真珠可汗请罪，请求和亲。九月，派叔父沙钵罗泥熟俟斤求婚。唐太宗为了救出大将契苾何力，于是答应以新兴公主和亲。太宗要求真珠可汗备齐彩礼，亲自到灵州（今宁夏灵武市西南）迎亲。但是真珠可汗送达的牛羊多数死亡，有大臣认为彩礼不够，不能答应和亲，于是太宗拒绝嫁女。645年，唐太宗东征高句丽期间，唐太宗为防止薛延陀南下，故意写信“语尔可汗：今我父子东征高丽，汝能为寇，宜亟来！”，九月，真珠可汗去世，太宗为之设祭。他的两个儿子曳莽突利失、多弥可汗拔灼和侄子咄摩支争位，第二年，唐朝灭薛延陀，设燕然都护府。